# Dirk Hartog Island
Dirk Hartog Island (in der Sprache der lokalen Aborigines Wirruwana genannt) ist eine Insel im Gebiet der Shark Bay an der Westküste Australiens.
Die Insel ist rund 80 Kilometer lang und zwischen 3 und 11 Kilometern breit. Sie ist die längste und westlichste Insel Westaustraliens, etwa 850 km nördlich von Perth im Bundesstaat Western Australia. An der Westküste erreicht die Insel in den Herald Heights mit 185 Metern ihre höchste Höhe. Der Dirk Hartog Homestead liegt an der festlandszugewandten Ostküste. Die 1,6 km breite South Passage trennt die Insel von der Halbinsel Edel Land im Süden.
Der holländische Seefahrer Dirk Hartog betrat am 25. Oktober 1616 erstmals australischen Boden. Er war damit der zweite Europäer in Australien.

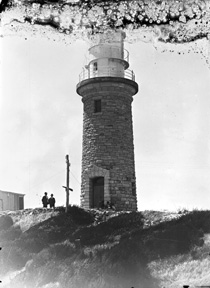
Leuchtturm Cape Inscription im Norden (ca. 1910)

Die Insel ist unbewohnt und erst seit zehn Jahren offiziell über die westaustralische Stadt Denham zugänglich. Sie gehört zur politischen Gemeinde Shire of Shark Bay. Ein kleiner Teil der Insel ist verpachtet an Kieran und Tory Wardle.

## Flora und Fauna
Die Insel ist geprägt von Sanddünen mit Gebüschen. Früher wurde sie durch Schafbeweidung genutzt, bis zu 20.000 Schafe weideten hier, inzwischen wurden die Schafe vollständig entfernt. Im Gebiet um die Insel liegt das größte Seegrasvorkommen der Welt, weshalb sich Delfine, Haie, Seekühe und weitere Meeresbewohner gern in der Bucht aufhalten. Über zehn Prozent der weltweiten Seekuhpopulation ist hier anzutreffen. Dirk Hartog Island gehört seit 1991 zum UNESCO-Welterbe. Die Insel ist inzwischen als Dirk-Hartog-Island-Nationalpark ausgewiesen. Im Osten ist sie verbunden mit dem Shark Bay Marine Park, und sie ist Teil der Shark Bay World Heritage Area. Ein kleiner Teil der Insel wird touristisch vermarktet.
Die Strände von Dirk Hartog sind ein wichtiger Eiablageplatz der Unechten Karettschildkröte und der Grünen Meeresschildkröte. Die Insel ist außerdem Brutplatz der endemischen Unterart des Weißflügel-Staffelschwanz. Quoin Bluff an der Ostküste der Insel ist eine bedeutsame Brutkolonie der Elsterscharbe. Zusammen mit Freycinet Island ist es Bestandteil eines Important Bird Area.

### Projekt „Return to 1616“
Ein Problem für den Naturschutz waren invasive Tierarten, wie Schafe, Ziegen und verwilderte Katzen. Seitdem die gebietsfremden Tierarten eingeführt wurden, waren 10 der mindestens 13 einheimischen Säugetierarten verschwunden. Eier der Meeresschildkröten wurden von den Katzen gefressen. In dem 2012 begonnenem Projekt „Return to 1616“ des Department of Parks and Wildlife wurden mit Hilfe von Wildkameras und abgerichteten Hunden, die Katzen von der Insel entfernt. Mehrere Tausend Schafe wurden ausgeschifft. 11.000 verwilderte Ziegen wurden erlegt. Am 15. Oktober 2018 wurde die Insel dann vom westaustralischen Umweltminister als katzen-, ziegen- und schafbefreit erklärt. In einem nächsten Schritt sollen einheimische Tierarten wiederangesiedelt werden. Ziel des Projekts ist es, die Tierwelt der Insel wieder in den Zustand von 1616 zu bringen.